# Annegret Kramp-Karrenbauer

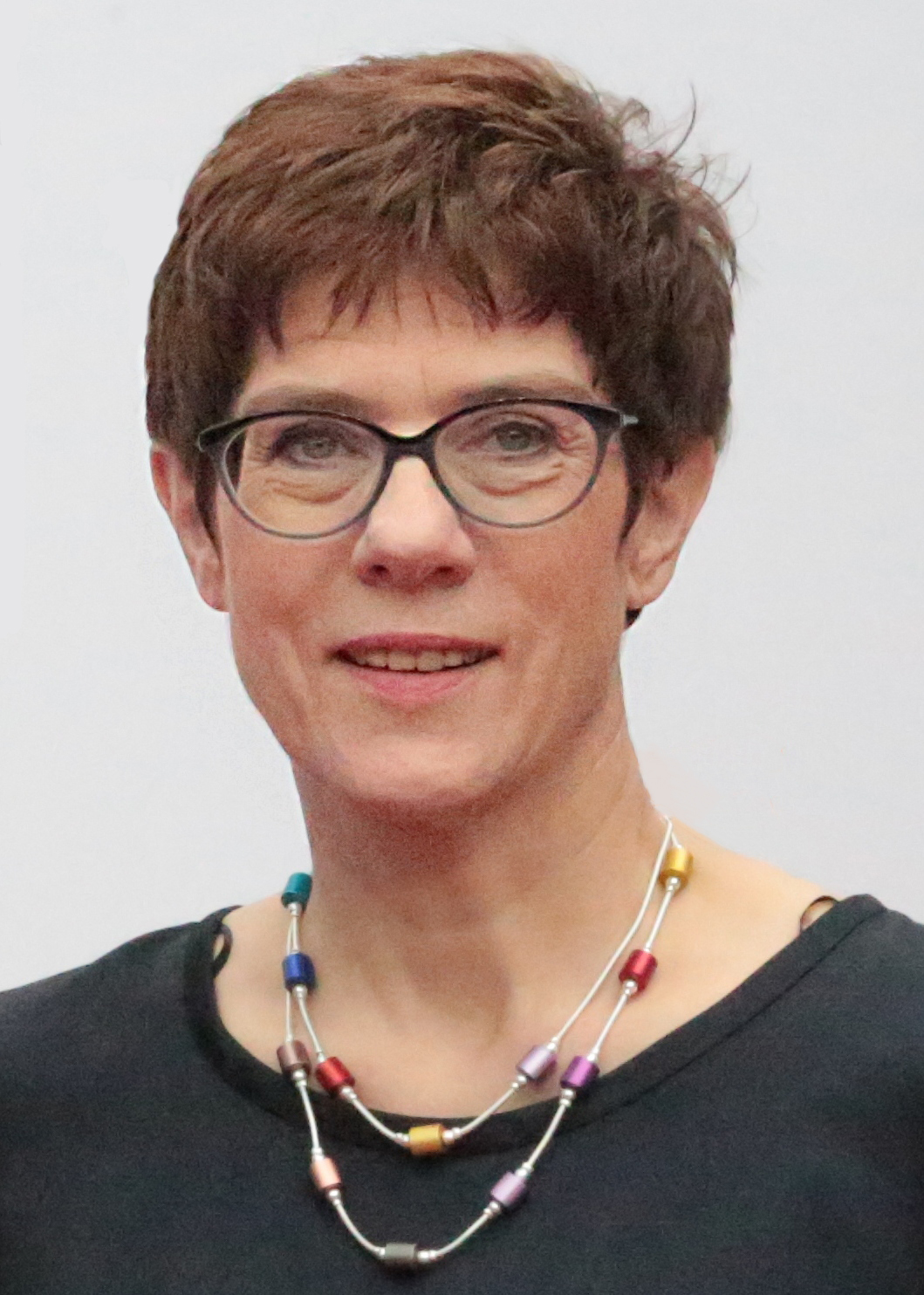
Annegret Kramp-Karrenbauer (2018)

Annegret Kramp-Karrenbauer (* 9. August 1962 in Völklingen als Annegret Kramp), häufig auch mit ihren Initialen AKK genannt, ist eine ehemalige deutsche Politikerin (CDU). Sie war vom 7. Dezember 2018 bis zum 22. Januar 2021 die achte Bundesvorsitzende der CDU und vom 17. Juli 2019 bis zum 8. Dezember 2021 Bundesministerin der Verteidigung.
Zuvor war sie von 2000 bis 2011 Landesministerin in verschiedenen Ressorts und im Anschluss bis 2018 Ministerpräsidentin des Saarlandes. 1998 war Kramp-Karrenbauer Mitglied des Deutschen Bundestages sowie von 1999 bis 2018 Mitglied des Landtags des Saarlandes. Außerdem war sie von 2011 bis 2018 Landesvorsitzende der CDU Saar sowie von Februar bis Dezember 2018 Generalsekretärin der CDU.

## Leben

### Familie, Ausbildung und Beruf
Annegret Kramp wurde in Völklingen geboren und wuchs in Püttlingen mit fünf Geschwistern auf. Ihr Vater Hans war Sonderschullehrer, ihre Mutter Else Hausfrau. Bis 1973 besuchte sie die Viktoria-Grundschule Püttlingen, ab 1973 das Marie-Luise-Kaschnitz-Gymnasium in Völklingen, an dem sie im Jahr 1982 auch ihr Abitur ablegte. Von 1982 bis 1990 studierte Kramp-Karrenbauer Politikwissenschaften und Rechtswissenschaften an den Universitäten in Trier und Saarbrücken. Das Studium beendete sie 1990 mit dem akademischen Grad Magistra Artium in den Fächern Politikwissenschaft und Öffentliches Recht.
Von 1991 bis 1998 war Kramp-Karrenbauer Grundsatz- und Planungsreferentin der CDU Saar, deren Vorsitzender von 1990 bis 1995 der damalige Bundesumweltminister Klaus Töpfer war. 1999 war sie persönliche Referentin von Peter Müller, dem Vorsitzenden der CDU-Landtagsfraktion und späteren Ministerpräsidenten des Saarlandes, den sie in der Jungen Union kennengelernt hatte.
Annegret Kramp-Karrenbauer ist römisch-katholisch und seit 1984 mit dem Bergbau-Ingenieur Helmut Karrenbauer verheiratet. Das Ehepaar hat drei erwachsene Kinder (* 1988, 1991 und 1998) und lebt in Püttlingen.

### Partei und Abgeordnetentätigkeit

#### Politische Karriere in der CDU (seit 1981)
Annegret Kramp trat 1981 in die CDU ein. Von 1985 bis 1988 war sie Teil des Landesvorstands der CDU-Jugendorganisation Junge Union im Saarland und bekleidete dort das Amt der stellvertretenden Landesvorsitzenden. 1985 übernahm sie den Vorsitz des CDU-Stadtverbandes Püttlingen.
Von 1999 bis 2012 war sie Landesvorsitzende der Frauen-Union Saar; 2001 wurde sie als eine von fünf stellvertretenden Bundesvorsitzenden der Frauen-Union gewählt. Am 16. November 2010 rückte sie beim CDU-Bundesparteitag in Karlsruhe mit 57,45 Prozent in das CDU-Bundespräsidium auf. Am 4. Dezember 2012 wurde sie auf dem CDU-Bundesparteitag in Hannover mit 83,86 Prozent als Mitglied im CDU-Bundespräsidium bestätigt. Beim Bundesparteitag am 9. Dezember 2014 in Köln erhielt sie mit 85,16 Prozent das beste Ergebnis aller Präsidiumsmitglieder. Am 6. Dezember 2016 wurde sie auf dem CDU-Bundesparteitag in Essen mit 85,24 Prozent als Präsidiumsmitglied bestätigt.
Am 28. Mai 2011 wurde Kramp-Karrenbauer mit einer Mehrheit von 97,02 % zur neuen Vorsitzenden der CDU Saar gewählt. Als erste Frau in diesem Amt trat sie die Nachfolge von Peter Müller an, der 16 Jahre Vorsitzender gewesen war.
Im Dezember 2017 hielten bei einer repräsentativen Forsa-Umfrage 45 % der CDU-Mitglieder Kramp-Karrenbauer für geeignet, Angela Merkels Nachfolgerin zu werden. In der Umfrage folgten mit 43 % Julia Klöckner, Jens Spahn mit 36 %, Ursula von der Leyen mit 31 % und mit jeweils 28 % Peter Altmaier und Armin Laschet.
Am 26. Februar 2018 wählte ein Sonderparteitag der CDU Annegret Kramp-Karrenbauer zur Generalsekretärin der CDU. Mit einem Ergebnis von 98,87 % erreichte sie die höchste Zustimmung eines Generalsekretärs in der Geschichte der CDU. Am 7. Dezember 2018 wurde sie in einer Kampfabstimmung gegen Friedrich Merz mit knapp 51,8 % zur Parteivorsitzenden der CDU gewählt.

#### Öffentliche Ämter und Mandate (seit 1984)

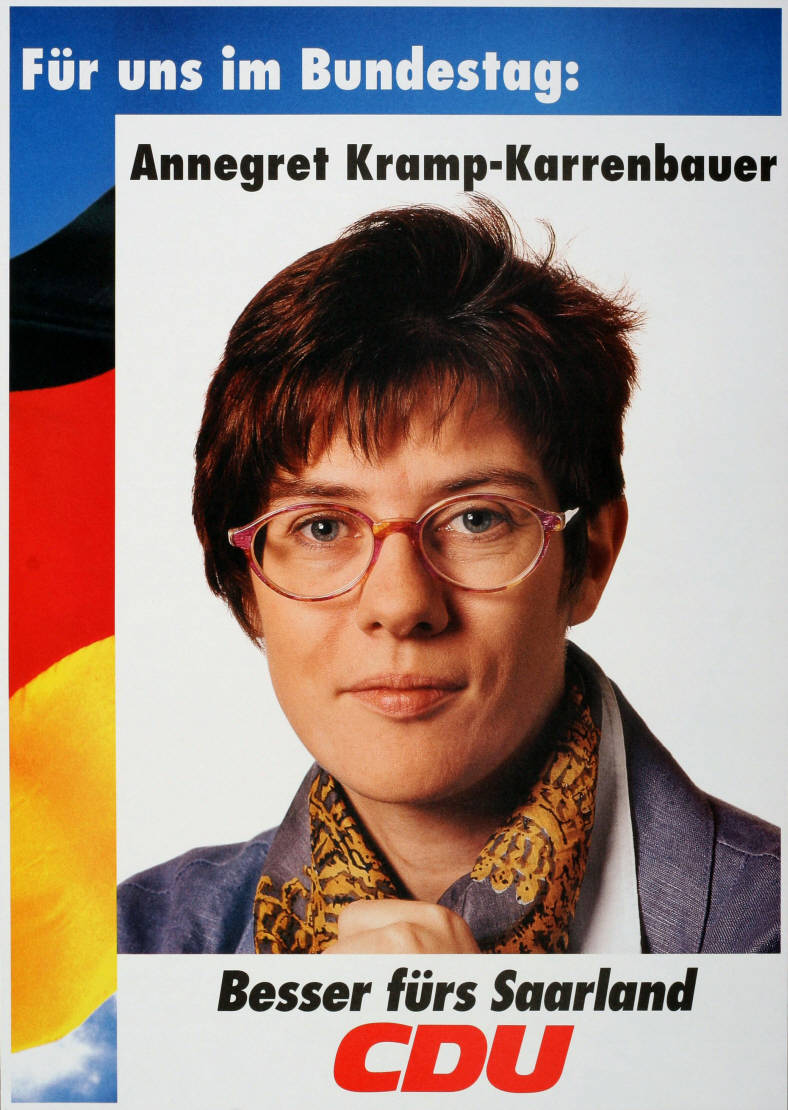
Kramp-Karrenbauer als Bundestagskandidatin (1994)

Von 1984 bis 2000 und nochmals von 2009 bis 2011 war Kramp-Karrenbauer Mitglied im Stadtrat von Püttlingen und war dort von 1989 bis 1994 sowie 1999 bis 2000 Beigeordnete. Am 1. März 1998 rückte sie für Klaus Töpfer in den 13. Bundestag nach. Bei der Bundestagswahl am 27. September 1998 erhielt die Union 35,1 % der Stimmen (6,3 Prozentpunkte weniger als bei der Wahl zuvor); Kramp-Karrenbauer zog nicht in den 14. Deutschen Bundestag ein, der sich am 26. Oktober 1998 konstituierte.
Bei der Landtagswahl am 5. September 1999 wurde die CDU stärkste Partei; es kam zu einem Machtwechsel im Saarland: Peter Müller wurde Ministerpräsident und blieb es bis 2011.
Kramp-Karrenbauer war von September 1999 bis März 2018 Mitglied des saarländischen Landtags. Von 1999 bis 2000 war sie parlamentarische Geschäftsführerin der CDU-Fraktion im Landtag.
Vom 13. Dezember 2000 bis zum 6. Oktober 2004 war sie Ministerin für Inneres und Sport im Kabinett Müller I; sie war damit die erste weibliche Innenministerin in der Geschichte Deutschlands. Das Saarland hatte in den Jahren 2001 und 2002 turnusgemäß den Vorsitz der deutschen Sportministerkonferenz; AKK trieb in dieser Zeit die Gründung der Nationalen Anti-Doping-Agentur (NADA) voran. Von 2004 an war sie Ministerin für Inneres, Familie, Frauen und Sport im Saarland. Nach einer Kabinettsumbildung übernahm sie am 3. September 2007 als Nachfolgerin von Jürgen Schreier das Ministerium für Bildung, Familie, Frauen und Kultur. Im Rahmen der Bildung der Jamaika-Koalition im Saarland wurde sie am 10. November 2009 Landesministerin für Arbeit, Familie, Soziales, Prävention und Sport im Kabinett Müller III.
Im Amtsjahr 2008 war sie turnusgemäß Präsidentin der Kultusministerkonferenz.
Seit Juli 2011 ist Kramp-Karrenbauer Mitglied der Konrad-Adenauer-Stiftung e. V. Im gleichen Jahr wurde Kramp-Karrenbauer Schirmherrin der Jugendbewegung der Talat-Alaiyan-Stiftung. Seit 2017 ist sie Stiftungsbotschafterin der Stiftung pro missio. Seit 2024 ist sie Vorsitzende der Gesellschafterversammlung der Deutschen Kinder- und Jugendstiftung.
Kramp-Karrenbauer war zugewähltes Mitglied im Zentralkomitee der deutschen Katholiken (ZdK), beendete aber am 31. Januar 2025 ihre Mitgliedschaft und legte alle damit verbundenen Ämter und Funktionen nieder; sie begründete ihren Schritt mit der Haltung des ZdK-Präsidiums zur aktuellen Migrationspolitik. Das ZdK hatte scharfe Kritik am Versuch der CDU geübt, das Zustrombegrenzungsgesetz an diesem Tag mit Stimmen der AfD im Bundestag beschließen zu lassen.

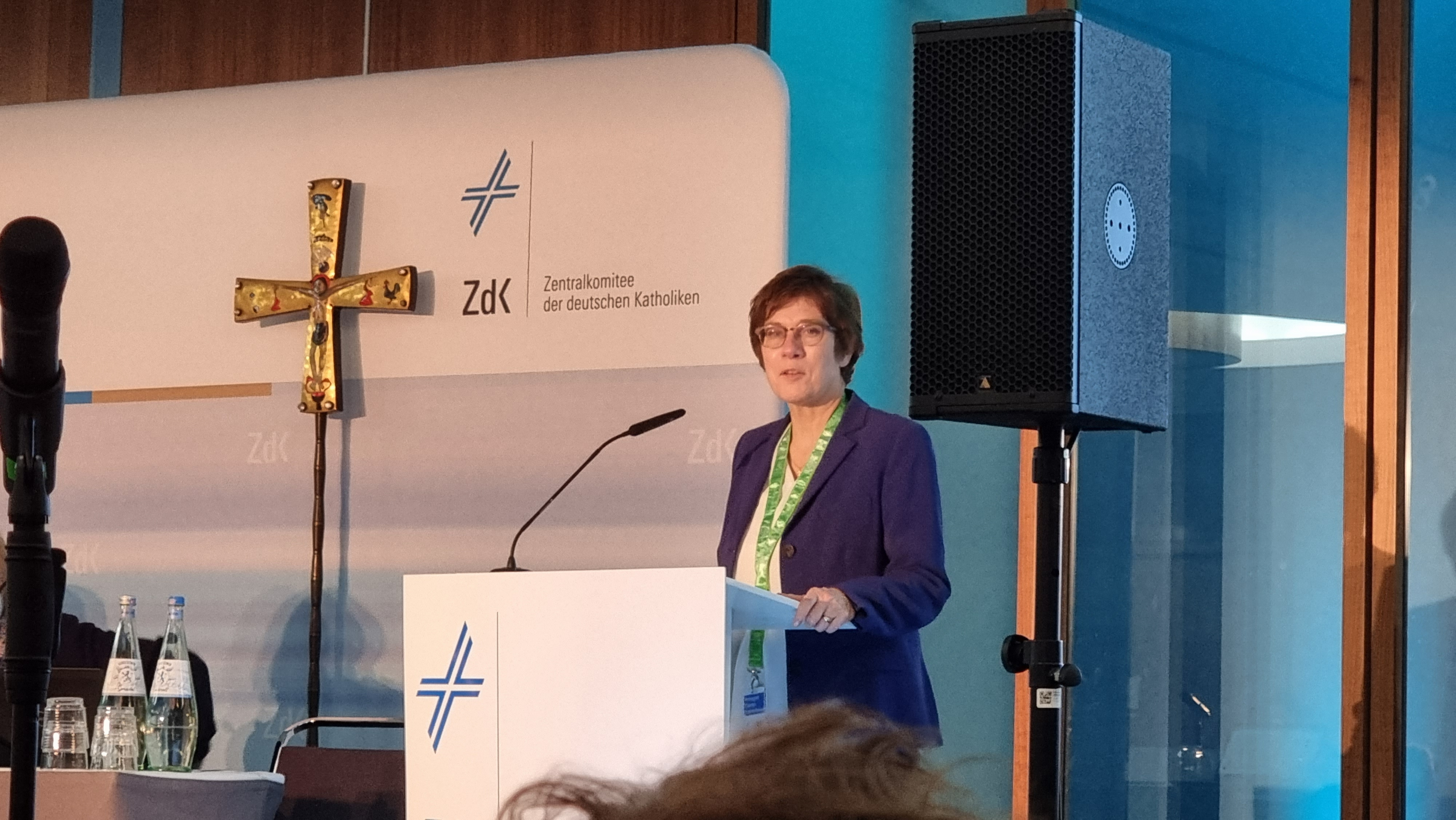
Annegret Kramp-Karrenbauer war im ZdK Sprecherin des Sachbereichs „Nachhaltige Entwicklung und globale Verantwortung“

Von 2011 bis 2014 war Kramp-Karrenbauer ferner Bevollmächtigte der Bundesrepublik Deutschland für kulturelle Angelegenheiten im Rahmen des Vertrages über die deutsch-französische Zusammenarbeit. Einen Schwerpunkt legte sie dabei auf den Bereich der beruflichen Bildung.
Im Jahr 2015 wurde Kramp-Karrenbauer einstimmig zur Präsidentin des Deutschen Volkshochschul-Verbandes gewählt.
Sie ist seit 2023 Vizepräsidentin im Senat der Deutschen Nationalstiftung.

### Ministerpräsidentin des Saarlandes (2011 bis 2018)

#### Amtsübernahme von Peter Müller
Am 22. Januar 2011 kündigte Peter Müller seinen Rückzug vom Amt des Ministerpräsidenten und auch vom CDU-Landesvorsitz an und wechselte als Richter zum Bundesverfassungsgericht. Er schlug Kramp-Karrenbauer als Nachfolgerin für beide Ämter vor. Die Koalitionspartner FDP und Grüne signalisierten Zustimmung. Am 2. Mai 2011 einigte sich die Jamaika-Koalition, Kramp-Karrenbauer bei einer Sondersitzung des Landtages am 10. August 2011 zur Ministerpräsidentin zu wählen. Allerdings scheiterte Kramp-Karrenbauer an diesem Tag überraschend im ersten Wahlgang, bei dem sie mit 25 von insgesamt 51 Stimmen zwei weniger erhielt, als die Koalition Mandate im Landtag besaß. Der SPD-Gegenkandidat Heiko Maas erhielt ebenfalls 25 und damit zumindest eine zusätzliche Stimme aus dem Koalitionslager. Ein Abgeordneter enthielt sich. Erst im zweiten Wahlgang erhielt Kramp-Karrenbauer mit 26 Stimmen die erforderliche Mehrheit und wurde zur ersten Ministerpräsidentin des Saarlandes gewählt. Auf Maas entfielen erneut 25 Stimmen. Nachdem somit erneut mindestens ein Abgeordneter der Koalitionsparteien für den Gegenkandidaten gestimmt hatte, kam es zu gegenseitigen Verdächtigungen zwischen FDP und CDU. In der neuen saarländischen Landesregierung übernahm Kramp-Karrenbauer als neue Ministerpräsidentin in Personalunion zudem das Amt der Justizministerin.

#### Bruch der Jamaika-Koalition und Auflösung des Landtages
Nachdem Horst Hinschberger ebenso wie anschließend Christian Schmitt während der Legislaturperiode wegen parteiinterner Auseinandersetzungen als Fraktionsvorsitzender der FDP Saar zurückgetreten war und Christoph Kühn seine Kandidatur für die Nachfolge zurückzog, rügte Kramp-Karrenbauer den liberalen Koalitionspartner bereits im Dezember 2011 und sprach die belastete Handlungsfähigkeit der Landesregierung offen an. Als der Vorsitz der FDP-Landtagsfraktion weiterhin vakant blieb, teilte Kramp-Karrenbauer am 6. Januar 2012 mit, die Jamaika-Koalition wegen der anhaltenden Personalquerelen innerhalb der FDP Saar aufzulösen. Dass sie dies am Tag des alljährlichen Dreikönigstreffens der Liberalen tat, wurde von einigen Politikern als Affront gegen die FDP gesehen.
Nach Vorgesprächen mit dem SPD-Landesvorsitzenden Heiko Maas strebte die CDU unter Kramp-Karrenbauer eine Große Koalition an. Im Laufe der schwarz-roten Sondierungsgespräche brachte die SPD vorgezogene Landtagswahlen im Saarland parallel zur Bundestagswahl 2013 ins Spiel, was die CDU ablehnte. An dieser Frage scheiterten die Gespräche am 19. Januar 2012. Kramp-Karrenbauer kündigte daraufhin eine vorgezogene Neuwahl des Landtages an.
Der saarländische Landtag löste sich am 26. Januar 2012 mit der erforderlichen Zweidrittelmehrheit auf. Am 11. Februar 2012 wurde Kramp-Karrenbauer auf einer CDU-Landesdelegiertenversammlung in Saarbrücken mit 98 Prozent zur CDU-Spitzenkandidatin gewählt.

#### Wahlsieg als CDU-Spitzenkandidatin bei der Neuwahl

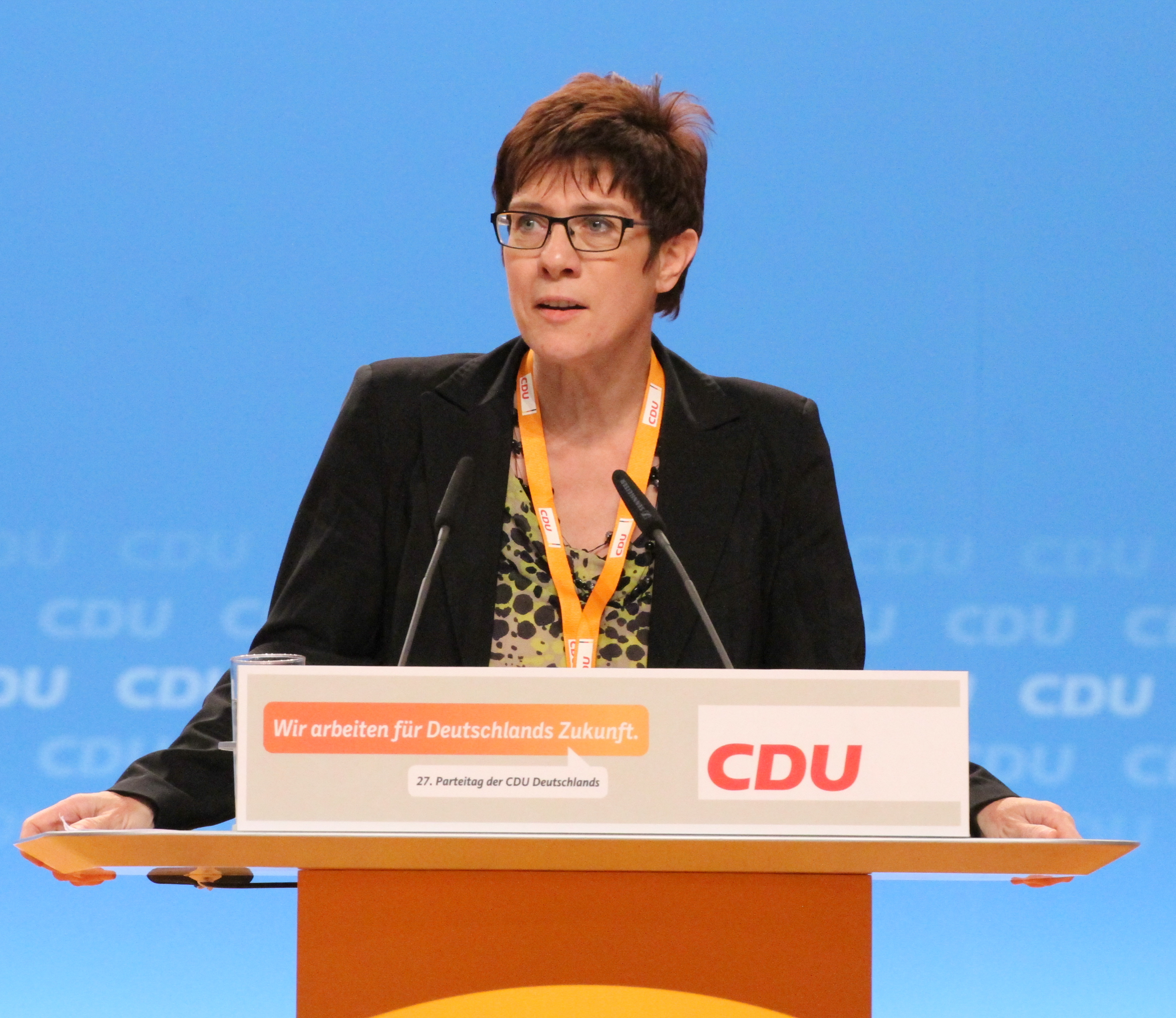
Kramp-Karrenbauer auf dem CDU-Bundesparteitag in Köln, 2014

Trotz der gescheiterten Sondierungsgespräche von CDU und SPD wollten Kramp-Karrenbauer und Heiko Maas nach der vorgezogenen Wahl mit dann geklärten politischen Verhältnissen eine Große Koalition bilden. Da sich CDU und SPD in Umfragen ein Kopf-an-Kopf-Rennen (je 33–34 Prozent) lieferten, richtete sich das Interesse auf das Abschneiden der beiden großen Parteien bei der Wahl und auf den daraus entstehenden Anspruch, in diesem anvisierten Regierungsbündnis den Ministerpräsidenten zu stellen. Am Wahlabend des 25. März 2012 kam es zu einer Überraschung: Die CDU von Kramp-Karrenbauer erhielt 35,2 Prozent und verbesserte sich im Vergleich zur Landtagswahl 2009 sogar um 0,7 Prozentpunkte. Die CDU lag über den von Meinungsforschungsinstituten zuletzt ermittelten Umfragezahlen und hielt zudem die SPD deutlich auf Distanz, die nur auf 30,6 Prozent kam und schwächer abschnitt als von Umfragen vorhergesagt. Obwohl Maas den Führungsanspruch, Ministerpräsident in einer Großen Koalition zu werden, aufgeben musste, bekräftigte er seine Position, auch als Juniorpartner in einer von Kramp-Karrenbauer geführten Landesregierung Verantwortung zu übernehmen.

#### Ministerpräsidentin einer Großen Koalition (2012–2017)

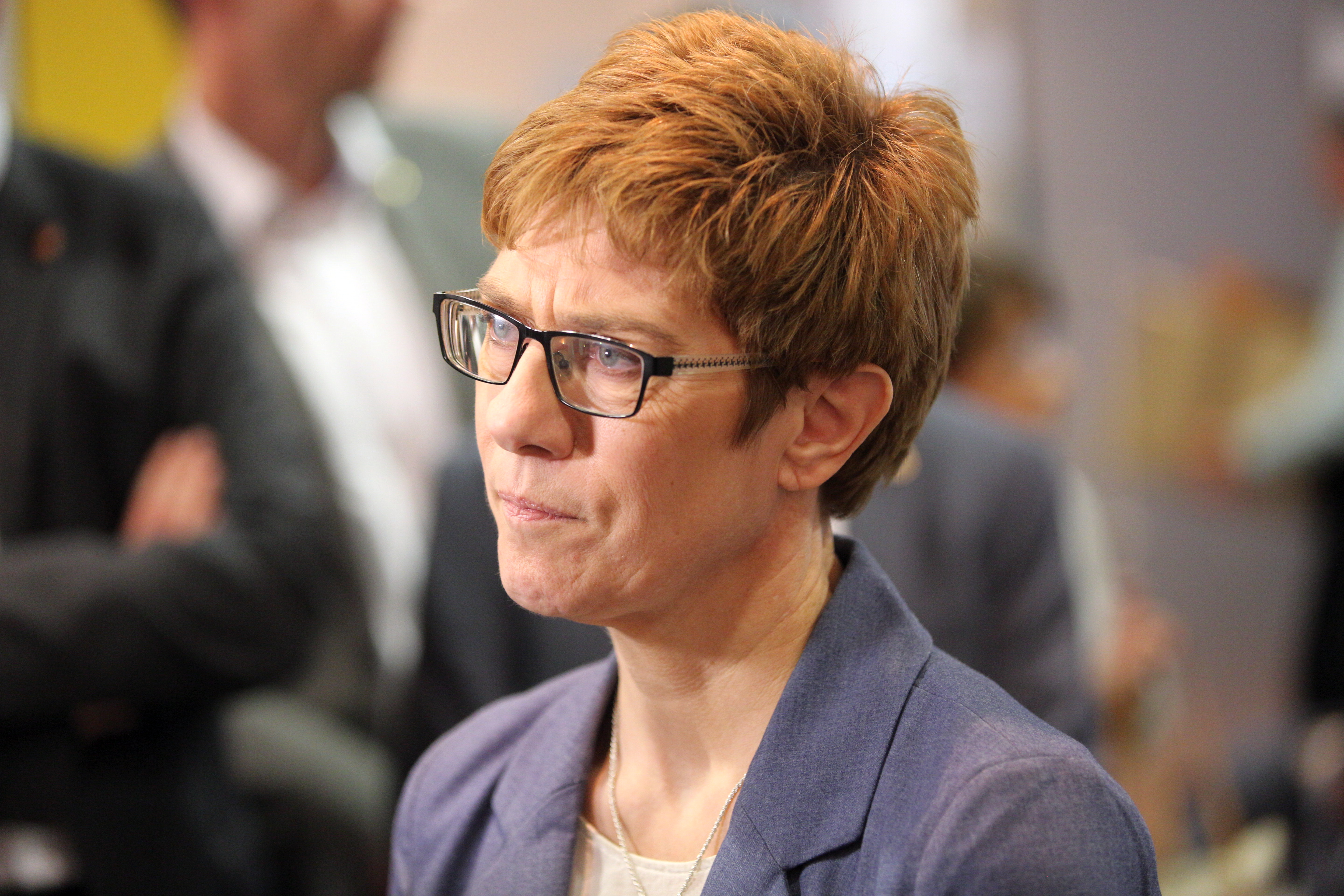
Annegret Kramp-Karrenbauer (2017)

Am 24. April 2012 einigten sich CDU und SPD auf einen gemeinsamen Koalitionsvertrag und den Zuschnitt des künftigen Kabinetts. Jede Partei erhielt in der neuen schwarz-roten Landesregierung drei Ministerämter. Das Wissenschaftsressort übernahm Kramp-Karrenbauer in Personalunion. Bereits zuvor hatten die Parteitage der zukünftigen Regierungspartner den Koalitionsvertrag einstimmig (CDU) bzw. mit großer Mehrheit (SPD) bestätigt. Im Landtag des Saarlandes verfügte die große Koalition mit 37 von 51 Sitzen über eine Zweidrittelmehrheit. Am 9. Mai 2012 wurde Kramp-Karrenbauer in geheimer Wahl von 37 Abgeordneten als Ministerpräsidentin wiedergewählt. Mit gleicher Stimmenanzahl wurde anschließend ihr Kabinett bestätigt. Bei beiden Abstimmungen gab es 12 Gegenstimmen sowie zwei Enthaltungen.

#### Wiederwahl und Fortführung der Großen Koalition (2017–2018)
Für die Landtagswahl am 26. März 2017 wurde Kramp-Karrenbauer am 17. September 2016 mit 98,4 Prozent zur Spitzenkandidatin ernannt. Die CDU gewann die Wahl mit 40,7 % überraschend deutlich vor der SPD und verbesserte sich damit stark um 5,5 %-Punkte. Mit 24 Sitzen im neuen Landtag verpassten die Christdemokraten die absolute Mehrheit nur um zwei Mandate. Aus der Sicht von zahlreichen Beobachtern beendete Kramp-Karrenbauers Wahlsieg die Euphorie um den damaligen SPD-Kanzlerkandidaten Martin Schulz und war richtungsweisend für den weiteren Verlauf des Wahljahres. Daher vertraten Teile der Medien im Rückblick die Ansicht, dass Kramp-Karrenbauer den Schulz-Zug gestoppt habe. CDU und SPD entschlossen sich, ihr Regierungsbündnis fortzusetzen. Nach Zustimmung durch die jeweiligen Parteitage unterzeichneten am 16. Mai 2017 die Parteivorsitzenden Kramp-Karrenbauer für die CDU und Anke Rehlinger für die SPD den ausgehandelten Koalitionsvertrag. Bereits am folgenden Tag wurde Kramp-Karrenbauer im Landtag mit 41 Stimmen zum dritten Mal zur Ministerpräsidentin gewählt. Das entspricht der Zahl der Abgeordneten der beiden Koalitionspartner. Das Kabinett wurde im Anschluss mit gleicher Stimmenzahl bestätigt. In der von ihr geführten Landesregierung übernahm Kramp-Karrenbauer in Personalunion zudem das Amt der Ministerin für Wissenschaft und Technologie.
Weil Kramp-Karrenbauer im Anschluss an ihre Wahl zur CDU-Generalsekretärin im Februar 2018 endgültig in die Bundespolitik wechselte, erklärte sie ihren Rücktritt als Ministerpräsidentin mit Wirkung zum 28. Februar 2018 um 23:59 Uhr. Ihr Nachfolger als Ministerpräsident im Saarland wurde Tobias Hans. Kramp-Karrenbauer verzichtete freiwillig auf das Übergangsgeld, das ihr im Saarland als ehemalige Ministerpräsidentin eigentlich für bis zu zwei Jahre zugestanden hätte.

### Wechsel in die Bundespolitik

#### CDU-Generalsekretärin (2018)

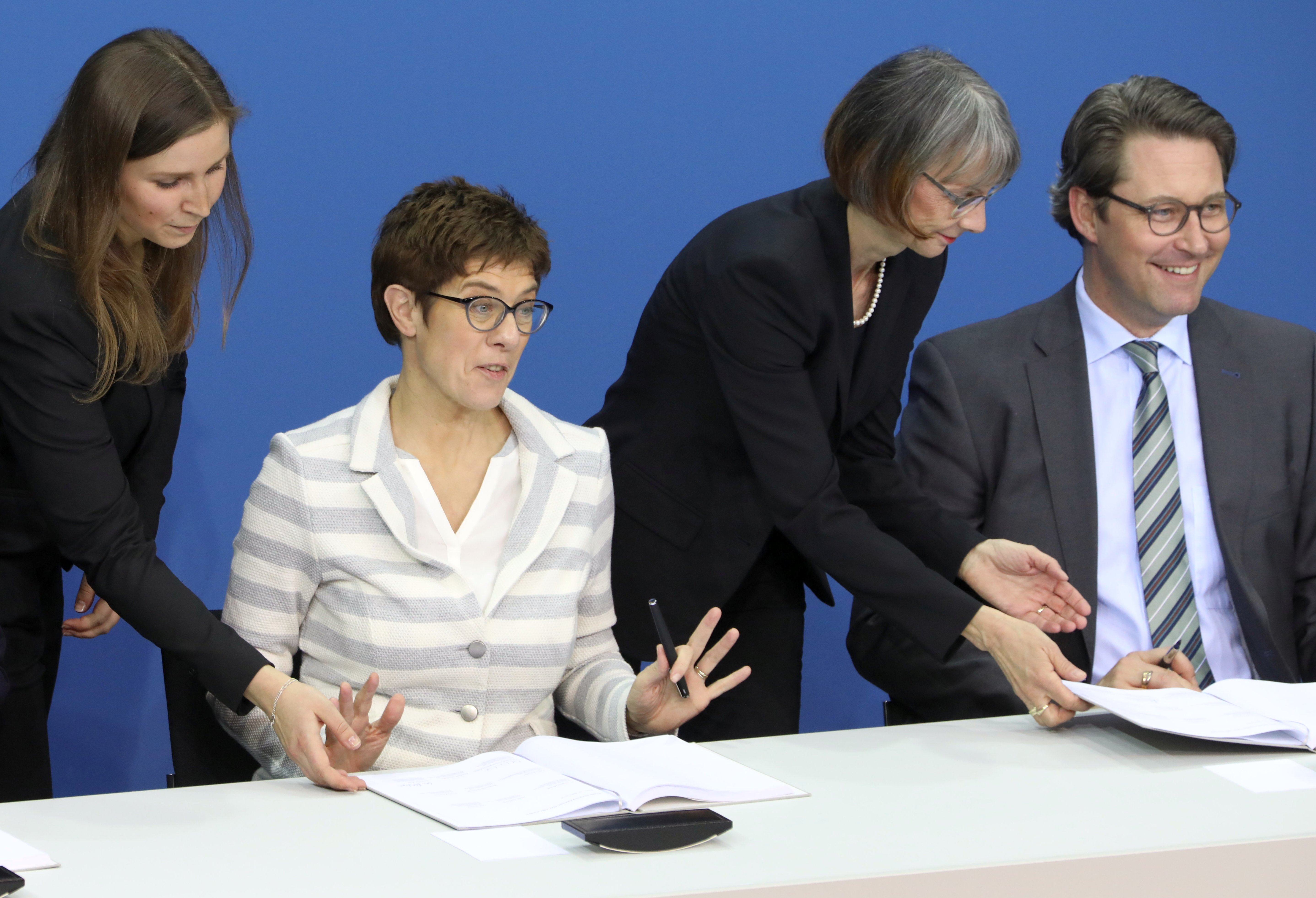
Kramp-Karrenbauer als CDU-Generalsekretärin bei Unterzeichnung des Koalitionsvertrages zwischen CDU, CSU und SPD im März 2018

Auf dem Bundesparteitag der CDU am 26. Februar 2018 in Berlin wurde sie mit 98,87 Prozent der Stimmen zur Generalsekretärin der Partei gewählt. Für dieses Amt hatte sie die CDU-Vorsitzende Angela Merkel am 19. Februar 2018 nominiert. Nachdem sie ihr Amt als Generalsekretärin angetreten hatte, befürworteten das Präsidium und der Bundesvorstand der CDU einstimmig Kramp-Karrenbauers Vorschlag, bis Dezember 2020 ein neues Grundsatzprogramm für die Partei zu erarbeiten.

#### CDU-Bundesvorsitzende (2018–2021)

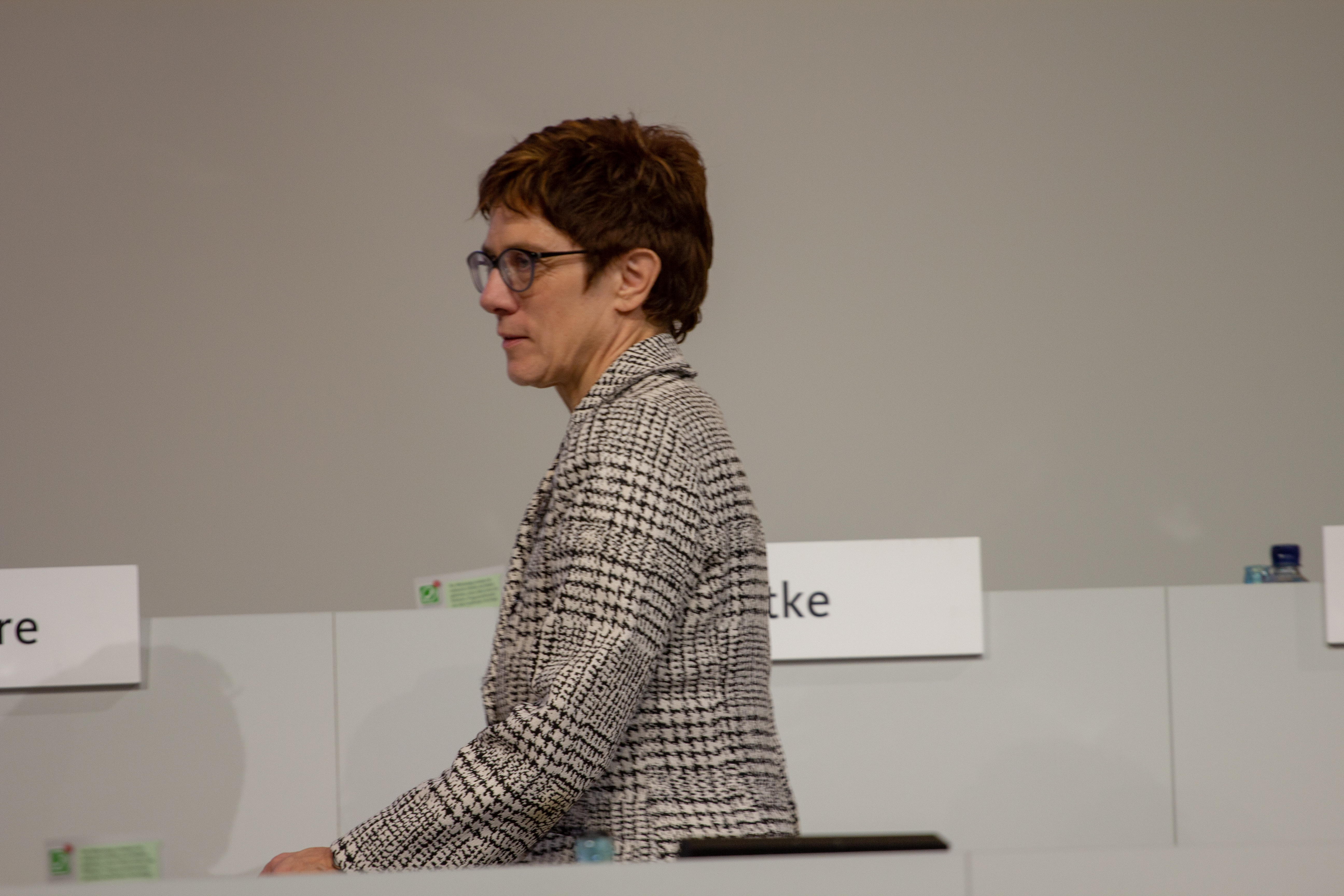
Kramp-Karrenbauer auf dem CDU-Parteitag 2018, der sie zur Bundesvorsitzenden wählte

Nachdem die damalige CDU-Bundesvorsitzende Angela Merkel am 29. Oktober 2018 angekündigt hatte, nicht mehr bei der Wahl zur Parteivorsitzenden anzutreten, verkündete Kramp-Karrenbauer ebenso wie Jens Spahn und Friedrich Merz umgehend die Absicht, für Merkels Nachfolge an der Spitze der Partei zu kandidieren. Am 5. November 2018 nominierte der Landesvorstand der CDU Saar Kramp-Karrenbauer einstimmig als seine Kandidatin für den ehrenamtlichen Bundesvorsitz beim Bundesparteitag am 7. und 8. Dezember 2018. Der Bundesvorstand der Frauen-Union schlug sie am folgenden Tag ebenfalls einstimmig vor. In ihrer Bewerbung als CDU-Chefin erklärte sie den Parteivorsitz für sich zur absoluten Priorität: „Man darf um nichts in der Welt den Eindruck erwecken, man nutze ein solches Amt nur, um den nächsten Sprung ins nächste Staatsamt zu machen. Das wäre absolut fatal.“ Kramp-Karrenbauer kündigte an, dass sie ihr bisheriges Amt als Generalsekretärin unabhängig vom Ausgang der Abstimmung über den Bundesparteivorsitz beim Parteitag abgeben werde.
Beim Bundesparteitag am 7. Dezember 2018 in Hamburg setzte sich Kramp-Karrenbauer in der Stichwahl mit der absoluten Mehrheit von 517 der 999 abgegebenen Stimmen (51,75 %) gegen Friedrich Merz durch, der 482 Stimmen (48,25 %) bekam. Bereits im ersten Wahlgang hatte sie mit 450 Stimmen vor Merz (392) und Spahn (157) in Führung gelegen. Ihre Nachfolge im Amt des Generalsekretärs trat der seit 2014 amtierende Vorsitzende der Jungen Union Paul Ziemiak an.

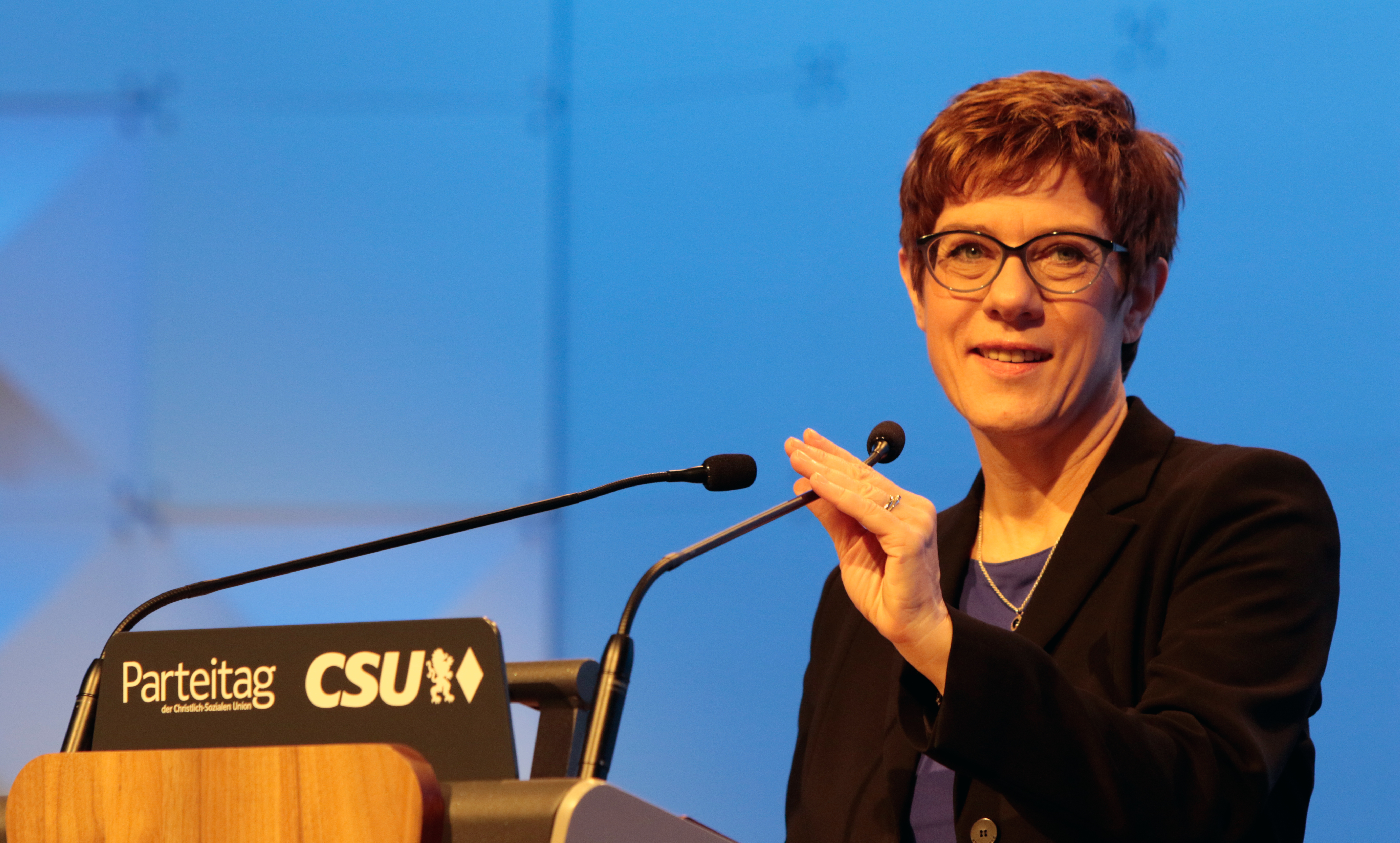
Kramp-Karrenbauer auf dem CSU-Parteitag am 19. Januar 2019

Im Februar 2019 veranstaltete Kramp-Karrenbauer ein Werkstattgespräch zur Migrationspolitik, bei dem die CDU Experten mit Praxiserfahrung aus der Justiz und dem Vollzug sowie Delegierte der CSU eingeladen hatte, um Ideen für die zukünftige Flüchtlingspolitik der Unionsparteien zu erarbeiten. Unter dem Titel Unser Europa macht stark einigte sich die CDU unter Kramp-Karrenbauer mit der CSU auf ein gemeinsames Wahlprogramm für die Europawahl in Deutschland 2019. Damit verabschiedeten die beiden Schwesterparteien erstmals ein gemeinsames Europawahlprogramm und präsentierten mit dem EVP-Spitzenkandidaten Manfred Weber zugleich zum ersten Mal auch auf nationaler Ebene zusammen einen Spitzenkandidaten für das Europaparlament.

##### Rücktrittsankündigung (2020)
Am 10. Februar 2020 kündigte Kramp-Karrenbauer im Zusammenhang mit der Regierungskrise in Thüringen 2020 und der sich darin offenbarenden inneren Zerrissenheit der Union ihren Verzicht auf die Kanzlerkandidatur 2021 und ihren Rücktritt als CDU-Bundesvorsitzende an. Die Wahl eines neuen CDU-Parteivorsitzenden war ursprünglich für Ende April 2020 vorgesehen. Wegen der Corona-Pandemie 2020 wurde der Wahl-Parteitag zunächst auf das 2. Halbjahr 2020 und später auf 2021 verschoben. Der digitale Parteitag wählte am 16. Januar 2021 Armin Laschet im zweiten Wahlgang zu ihrem Nachfolger, der das Amt erst am 22. Januar antrat, nach der auf den Parteitag folgenden rechtlich verbindlichen Briefwahl.

#### Bundesministerin der Verteidigung (2019–2021)
Nach der Wahl Ursula von der Leyens zur Präsidentin der Europäischen Kommission bestätigte Regierungssprecher Steffen Seibert am 16. Juli 2019, dass die Bundeskanzlerin als Nachfolgerin im Amt der Bundesverteidigungsministerin Kramp-Karrenbauer vorgeschlagen habe. Am folgenden Tag wurde Kramp-Karrenbauer durch den Bundesratsvizepräsidenten Michael Müller in Vertretung des abwesenden Bundespräsidenten Frank-Walter Steinmeier und des Bundesratspräsidenten Daniel Günther offiziell zur Bundesministerin der Verteidigung ernannt.
Am 24. Juli 2019 wurde sie in einer Sondersitzung des Deutschen Bundestags, die wegen Bauarbeiten im Reichstagsgebäude in der Halle des benachbarten Paul-Löbe-Hauses stattfand, durch den Bundestagspräsidenten Wolfgang Schäuble vereidigt. Im Anschluss an die Vereidigung gab Kramp-Karrenbauer vor dem Parlament ihre erste Regierungserklärung als Bundesministerin ab.
Nach der Konstituierung des 20. Deutschen Bundestags wurde sie von Bundespräsident Frank-Walter Steinmeier am 26. Oktober 2021 aus ihrem Amt entlassen. Bis zur Vereidigung der neuen Bundesregierung unter Kanzler Scholz am 8. Dezember 2021 war sie geschäftsführend im Amt. Am 15. Dezember 2021 wurde sie mit einem Großen Zapfenstreich im Bendlerblock offiziell verabschiedet.

#### Bundestagswahl 2021, Mandatsverzicht und weiteres Wirken
Bei der Bundestagswahl 2021 war sie Direktkandidatin im Wahlkreis Saarbrücken und Listenführerin auf der saarländischen Landesliste der CDU. Sie unterlag in ihrem Wahlkreis Josephine Ortleb (SPD), wurde jedoch über die Landesliste in den 20. Deutschen Bundestag gewählt. Gemeinsam mit Peter Altmaier erklärte sie am 9. Oktober 2021, gemäß § 46 Bundeswahlgesetz auf ihr Mandat zu verzichten, um Platz für jüngere Abgeordnete zu machen. Für sie rückte Nadine Schön, für Altmaier Markus Uhl nach.
Seit Mai 2022 engagierte sich Kramp-Karrenbauer ehrenamtlich in ihrem Wohnort als Vorsitzende der Erwerbslosen-Selbsthilfe Püttlingen. Außerdem ist sie Co-Vorsitzende des wissenschaftlichen Beirats (International Leadership Council) der US-amerikanischen Denkfabrik Center for European Policy Analysis (CEPA) in Washington, D.C.
Für das Wintersemester 2022/23 übernahm Kramp-Karrenbauer die Gastprofessur für Politikmanagement der Stiftung Mercator an der NRW School of Governance der Universität Duisburg-Essen.
Die Bundesregierung billigte im Januar 2023 folgende nachamtliche Tätigkeiten von Kramp-Karrenbauer:
- Co-Vorsitzende des International Leadership Council des Center for European Policy Analysis (CEPA)
- Mitglied im Advisory Board von GLOBSEC
- Vorsitz Erwerbslosen-Selbsthilfe Püttlingen e. V.
- Leiterin des ständigen Arbeitskreises „Nachhaltige Entwicklung und globale Verantwortung“ beim Zentralkomitee der deutschen Katholiken (ZdK)
- Mitgliedschaft des Aktionsrats von Renovabis e. V.

Seit Januar 2025 ist Kramp-Karrenbauer als Beraterin für politische Fragen für die Bremer Lotto und Toto GmbH, der federführenden Gesellschaft des Deutschen Lotto- und Totoblocks, tätig.

## Politische Positionen und Kritik

### Außenpolitik

#### Migration und Flüchtlinge
In der Flüchtlingspolitik unterstützte Kramp-Karrenbauer die Politik Angela Merkels. Sie sprach sich Anfang 2016 gegen eine einseitige Schließung der deutschen Grenzen aus, da sie ein Auseinanderbrechen der Europäischen Union befürchtete. Im Dezember 2017 bemerkte Kramp-Karrenbauer: „Bei unbegleiteten Minderjährigen sollte eine verbindliche Altersprüfung eingeführt werden“, weil Flüchtlinge häufig ein falsches Alter angäben, um gemäß dem Jugendhilfegesetz statt gemäß dem Asylrecht behandelt zu werden; wer seine Identität verschleiere oder Papiere vernichtet habe, müsse mit harten Konsequenzen rechnen. Dabei sollten zur Feststellung der Identität Datenquellen wie etwa Handys geprüft werden. Statt mit Linienmaschinen Abschiebungen durchzuführen, sollte notfalls auf eigene Flugzeuge zurückgegriffen werden. Sie forderte im November 2018, dass Straftätern nach einer Ausweisung die Wiedereinreise nicht nur nach Deutschland, sondern auch in den gesamten Schengen-Raum auf Lebenszeit verweigert werden müsse, und führte die Gruppenvergewaltigung in Freiburg als Beispiel an.
Kramp-Karrenbauer setzte sich für die Annahme des UN-Migrationspakts ein und forderte eine Entscheidung über diesen beim CDU-Parteitag 2018 in Hamburg. Nach einem Werkstattgespräch zur Migrationspolitik der Unionsparteien erklärte Kramp-Karrenbauer im Februar 2019, dass in einer Ausnahmesituation eine Grenzschließung als Ultima Ratio denkbar wäre.
Im März 2019 forderte Kramp-Karrenbauer, dass mit anderen Staaten Vereinbarungen über einen lückenlosen EU-Grenzschutz getroffen werden müssen. Wenn nationale Mittel nicht ausreichen, soll die Grenzschutzbehörde Frontex verstärkt als operative Grenzpolizei agieren. Durch den Ausbau des Schengen-Informationssystems sowie ein elektronisches Ein- und Ausreiseregister will Kramp-Karrenbauer ermöglichen, dass ein Flüchtlingsstatus oder sonstige Einreisegründe bereits an den EU-Außengrenzen überprüfbar sind.

#### EU-Politik

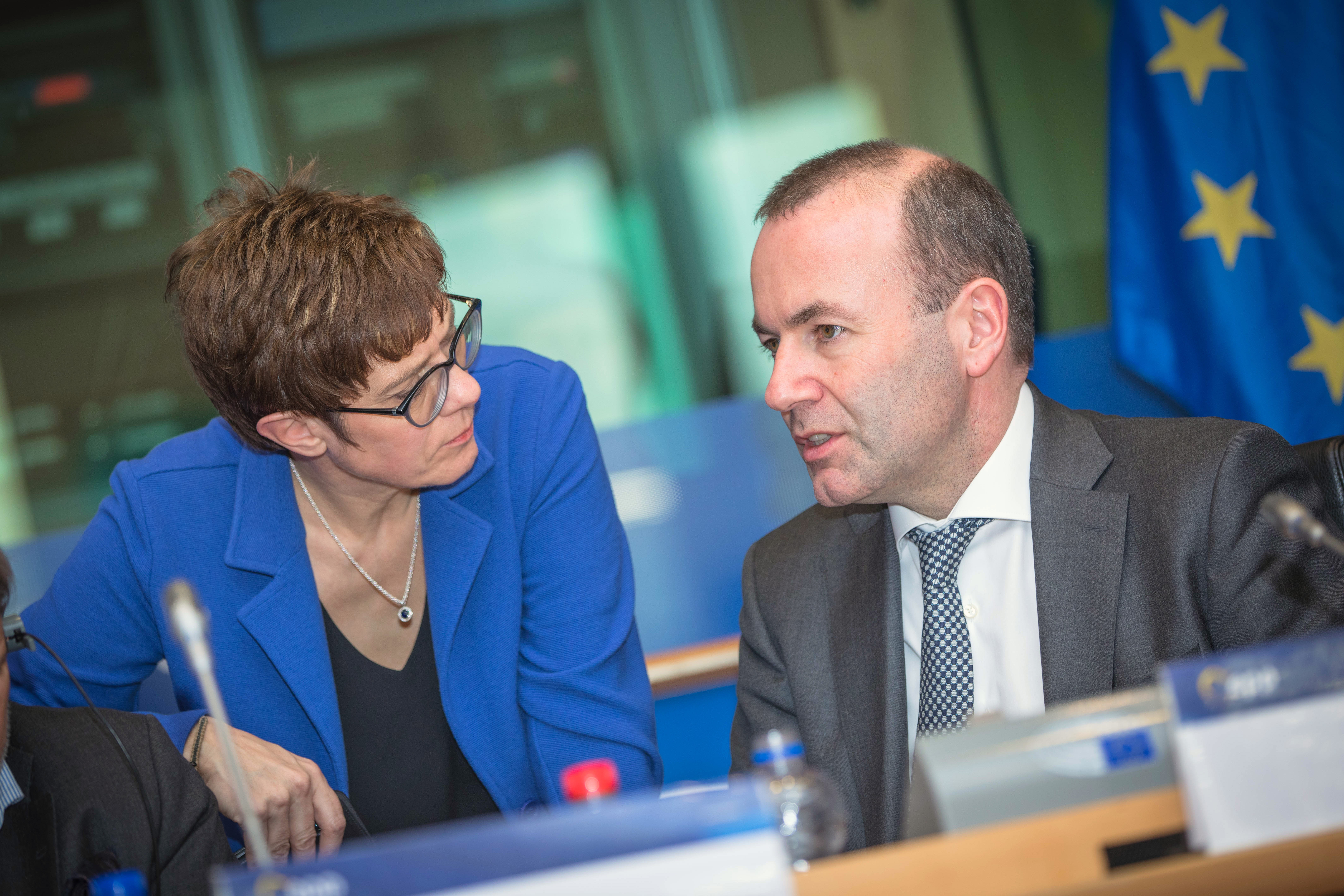
Kramp-Karrenbauer mit dem EVP-Spitzenkandidaten Manfred Weber im Vorfeld der Europawahl 2019

Nachdem der französische Staatspräsident Emmanuel Macron im März 2019 in einem Manifest unter anderem vorgeschlagen hatte, einen EU-weiten Mindestlohn einzuführen, lehnte Kramp-Karrenbauer diese Idee und eine aus ihrer Sicht damit verbundene Europäisierung der Sozialsysteme ab. Stattdessen sollte laut ihren eigenen Vorschlägen eine Strategie zur Förderung von Konvergenz entwickelt werden, um in den EU-Mitgliedsstaaten gleichwertige Lebensverhältnisse zu erreichen. Darüber hinaus empfahl Kramp-Karrenbauer in ihrer Antwort auf Macron unter anderem die Abschaffung des zweiten EU-Parlamentssitzes in Straßburg.
Sie forderte im Juni 2019 ein volles Initiativrecht für das Europaparlament bei europäischen Gesetzesvorhaben.

#### Russlandpolitik
Nachdem die russische Küstenwache ukrainischen Schiffen die Einfahrt in das Asowsche Meer verweigert hatte, schlug Kramp-Karrenbauer im Dezember 2018 vor, dass man Schiffen aus Russland das Anlegen in europäischen und US-amerikanischen Häfen verweigern könne. Als CDU-Bundesvorsitzende befürwortete sie im Februar 2019 die Aufrechterhaltung von Wirtschaftssanktionen der Europäischen Union gegen Russland wegen dessen Vorgehens im Krieg in der Ukraine seit 2014 und bezeichnete das Verhalten des Staats als völkerrechtswidrig.
Im Hinblick auf die Präsidentschaftswahl in der Ukraine 2019 und die Europawahl 2019 warf Kramp-Karrenbauer der russischen Regierung vor, EU-Staaten und Nachbarländer unter anderem durch die Unterstützung von rechts- sowie linkspopulistischen Kräften destabilisieren zu wollen. Sie forderte, dass die politischen Kräfte der Mitte Manipulationen von Diskussionen in sozialen Netzwerken deutlich ansprechen und Europa das Selbstbestimmungsrecht der Staaten mit einer Stimme gegen Einflussnahme aus Russland verteidigen müssten. Kramp-Karrenbauer erklärte, dass Nord Stream 2 für sie kein Herzensanliegen sei.

#### Türkeipolitik
Als türkische Politiker vor dem Verfassungsreferendum in der Türkei 2017 mit einer aggressiven Rhetorik kontroverse Vorwürfe gegen Deutschland vorgebracht hatten, kündigte Kramp-Karrenbauer als Ministerpräsidentin im Saarland im März 2017 die Durchsetzung eines Auftrittsverbots für ausländische Politiker an und entschied sich damit als erste Regierungschefin eines deutschen Bundeslandes zu einem solchen Schritt. Sie begründete ihre Entscheidung damit, dass die Auftritte von Politikern aus der Türkei den inneren Frieden gefährdeten und wegen einer durch „Nazi-Vergleiche und Beschimpfungen“ hervorgerufenen Stimmung eine Eskalation drohe. Im Oktober 2018 warf Kramp-Karrenbauer dem türkischen Staatspräsidenten Recep Tayyip Erdoğan vor, türkischstämmige Menschen in Deutschland in Loyalitätskonflikte zu treiben und vom Gemeinwesen zu trennen. Zugleich erklärte sie, man müsse in Deutschland wieder über den Sinn einer doppelten Staatsbürgerschaft diskutieren, falls derartige Konflikte weiterhin geschürt werden.

### Innenpolitik

#### Zweisprachigkeit des Saarlandes
Im Januar 2014 gab Kramp-Karrenbauer mit ihrer Stellvertreterin Anke Rehlinger von der SPD bekannt, dass bis 2043 Französisch die zweite Verkehrssprache im Saarland werden soll.

### Inhaltliches Profil der CDU
2017 erklärte Kramp-Karrenbauer gegenüber der Funke-Mediengruppe, dass die etablierten Parteien mit der AfD so umgehen sollten wie mit jeder anderen Partei auch. Die AfD und Die Linke seien populistische Parteien, deren Forderungen manchmal „verblüffend ähnlich“ seien. Von rechtsradikalen Vertretern und Positionen innerhalb der AfD müsse man sich allerdings klar abgrenzen. Nachdem der schleswig-holsteinische Ministerpräsident Daniel Günther im Sommer 2018 die Linkspartei als möglichen Koalitionspartner erwogen hatte, schloss Kramp-Karrenbauer als CDU-Generalsekretärin eine Zusammenarbeit mit Linkspartei und AfD aus.
Im Wettbewerb um den Parteivorsitz der CDU wurde von ihrem Konkurrenten Friedrich Merz der Vorwurf gegen die Partei erhoben, den Erfolg der AfD mit einem „Achselzucken“ hingenommen zu haben. Kramp-Karrenbauer bezeichnete dies als „Schlag ins Gesicht für alle in der CDU, die vor Ort und in den Parlamenten seit Jahren gegen ständige Falschinformationen, gegen gezielte Vergiftungen des politischen Klimas, gegen Anfeindungen sowie gegen in Teilen offene Hetze durch die AfD kämpfen und Tag für Tag in der CDU Haltung zeigen“.
Kramp-Karrenbauer ist eine Befürworterin von Frauenquoten, auch innerhalb der CDU. 2012 plädierte sie für einen höheren Spitzensteuersatz, teilte im Januar 2019 jedoch in der Fernsehsendung Maischberger auf Nachfrage mit, diesen nicht erhöhen zu wollen. Gegenüber der Nachrichtenagentur KNA erklärte Kramp-Karrenbauer, der Staat solle Familien keine Lebensmodelle vorschreiben und etwa beim Ganztagsschulbesuch „Rahmen für die freie Entscheidung“ schaffen. Die Kirchen sollten „Salz im gesellschaftlichen Leben bleiben, auch wenn das nicht jedem schmecken mag.“
In einem Doppelinterview Anfang 2019 zusammen mit Katrin Göring-Eckardt zeigte sich Kramp-Karrenbauer offen für schwarz-grüne Koalitionen auf Bundesebene.

### LGBTI-Politik

#### Gleichgeschlechtliche Ehe
Im Juni 2015 wandte sich Kramp-Karrenbauer in einem Interview mit der Saarbrücker Zeitung gegen eine Gleichstellung eingetragener Lebenspartnerschaften mit der Ehe. Sie begründete dies damit, dass die Definition der „Ehe als Gemeinschaft von Mann und Frau“ damit in „eine auf Dauer angelegte Verantwortungspartnerschaft zweier erwachsener Menschen“ geöffnet werde und in der Folge Forderungen nach einer „Heirat unter engen Verwandten oder von mehr als zwei Menschen“ nicht ausgeschlossen werden könnten. Politiker der SPD, Linken, Grünen, FDP, sowie auch Jens Spahn aus ihrer eigenen Partei warfen Kramp-Karrenbauer vor, Homosexualität mit Polygamie oder Inzest verglichen zu haben. Ein Vorstandsmitglied des Vereins Berliner CSD versuchte, mittels einer Strafanzeige wegen Beleidigung und Volksverhetzung gegen Kramp-Karrenbauer vorzugehen. Ein Strafverfahren kam jedoch infolge des laut Staatsanwaltschaft „augenscheinlich nicht bestehenden Anfangsverdachts“ nicht zustande. Kramp-Karrenbauer sprach von einer bewussten Missdeutung ihrer Aussagen. Sie sei dafür, Diskriminierungen abzubauen. Die Debatte habe aber ihrer Ansicht nach gezeigt, dass es einige nicht aushalten können, wenn es andere Meinungen zum Thema „Ehe für alle“ gebe.
Im Dezember 2018 erklärte sie vor ihrer Wahl zur CDU-Parteivorsitzenden, dass sie die gemeinschaftliche Adoption durch gleichgeschlechtliche Paare befürworte und den Mehrheitsbeschluss des Bundestags zur gleichgeschlechtlichen Ehe trotz ihrer persönlichen Meinung nicht rückgängig machen wolle. In einem Interview mit dem Münchner Merkur betonte sie, „strikt gegen jede Diskriminierung“ eintreten zu wollen.

#### Äußerung mit Bezug auf intersexuelle Menschen
Im Rahmen einer Fastnachtsrede äußerte sich Kramp-Karrenbauer am 28. Februar 2019 in Stockach zur „Einführung von Toiletten für das dritte Geschlecht“: „[…] Das ist für die Männer, die noch nicht wissen, ob sie noch stehen dürfen beim Pinkeln oder noch sitzen müssen. Dafür, dazwischen, ist diese Toilette.“ Dies brachte ihr unter großer öffentlicher Aufmerksamkeit bundesweite Kritik ein, u. a. von SPD, Grünen, FDP und Linke, weil sie deren Ansicht nach sich auf Kosten einer Minderheit profilieren wollte. Beifall bzw. Verteidigung kam hingegen seitens der AfD und CDU. Eine Entschuldigung bei dem betroffenen Personenkreis lehnte sie ab.

#### Rehabilitierung homosexueller Soldaten
Während ihrer Amtszeit als Verteidigungsministerin beschloss der Bundestag das Gesetz zur Rehabilitierung der wegen einvernehmlicher homosexueller Handlungen, wegen ihrer homosexuellen Orientierung oder wegen ihrer geschlechtlichen Identität dienstrechtlich benachteiligten Soldatinnen und Soldaten. Kramp-Karrenbauer entschuldigte sich bei den betroffenen Soldatinnen und Soldaten öffentlich für die Diskriminierungen der Vergangenheit: „Die Haltung der Bundeswehr zur Homosexualität war falsch. Ich bedauere diese Praxis sehr. Bei denen, die darunter zu leiden hatten, bitte ich um Entschuldigung“. Dem Gesetz war eine von Kramp-Karrenbauer betriebene Untersuchung des Zentrums für Militärgeschichte und Sozialwissenschaften der Bundeswehr vorausgegangen, nach deren Abschluss sie sich für die Rehabilitierung der Betroffenen einsetzte.

### Umweltpolitik

#### Diesel-Abgasskandal
Kramp-Karrenbauer befürwortete bezüglich des Diesel-Abgasskandals Hardware-Nachrüstungen an betroffenen PKW, für deren Finanzierung der entsprechende Hersteller verantwortlich sei. Zudem sprach sie sich in diesem Kontext dafür aus, Strafzahlungen der Automobilkonzerne nicht in den Staatshaushalt, sondern in einen zweckgebundenen Fonds zur Förderung von Maßnahmen zur Verbesserung der Luftqualität fließen zu lassen. Verbraucherschutzorganisationen, u. a. der Bundesverband der Verbraucherzentrale, befürworteten den Vorschlag.

#### Fridays for Future
Im Zusammenhang der Fridays-for-Future-Proteste kritisierte Kramp-Karrenbauer das „Schuleschwänzen“. In einer Rede vor dem Deutschlandtag der Jungen Union betonte sie, sie würde ihren eigenen Kindern zwar nicht verbieten, an den Protesten teilzunehmen, jedoch würde sie keine Entschuldigung für die Fehltage unterschreiben.

### Verteidigungspolitik

#### Vorschläge zur Verteidigungspolitik
Im Frühjahr 2018 sprach sich Kramp-Karrenbauer in einem Videobeitrag dafür aus, eine Diskussion zur Wiedereinführung der Wehrpflicht, verbunden mit einer allgemeinen Dienstpflicht zu führen. Dies sollte auch für Frauen und Nicht-Deutsche gelten. Mehrere CDU-Politiker, darunter der Vorsitzende des Reservistenverbandes der Bundeswehr, Oswin Veith, unterstützten den Aufruf, während sich Fachpolitiker wie der verteidigungspolitische Sprecher der Unionsfraktion im Bundestag, Henning Otte, sowie der Wehrbeauftragten des Bundestags, Hans-Peter Bartels (SPD) eher skeptisch äußerten. Kramp-Karrenbauer trat ebenso für den Aufbau einer EU-Armee ein.
Im März 2019 regte sie eine Aufweichung der strengen Regelungen für deutsche Rüstungsexporte an.
Am 21. Oktober 2019 forderte Kramp-Karrenbauer als Reaktion auf die Türkische Militäroffensive in Nordsyrien eine internationale Sicherheitszone für die Kurden in Nordsyrien. Sie schlug dafür eine Initiative der NATO unter Einbeziehung Russlands vor.
Im Februar 2021 stellte Kramp-Karrenbauer ein gemeinsam mit Generalinspekteur Eberhard Zorn formuliertes Eckpunktepapier vor, das eine Strukturreform der Bundeswehr skizzierte. Die Verteidigungsministerin und der Generalinspekteur sprachen sich darin für „weniger Stab, mehr Truppe, mehr Eigenverantwortung“ aus. Zu den konkreten Reformen gehörte unter anderem die Auflösung der Streitkräftebasis und des Zentralen Sanitätsdienstes als eigenständige Militärische Organisationsbereiche. Stattdessen sollte es nur noch vier Kommandos für die Dimensionen Land, Luft/Weltraum, See und Cyber/Informationsraum geben. Kramp-Karrenbauer und Zorn planten außerdem die Schaffung eines neuen Territorialen Führungskommandos. Kramp-Karrenbauers Amtsnachfolgerin Christine Lambrecht stoppte diese Reform nach ihrem Amtsantritt und ordnete zunächst eine Bestandsaufnahme an. Die Ergebnisse dieser Bestandsaufnahme wurden erst im Januar 2023 veröffentlicht und erhielten vor allem Prüfaufträge statt konkrete Reformvorschläge. Für dieses Vorgehen wurde Lambrecht kritisiert. Der ehemalige Wehrbeauftragte Hans-Peter Bartels beispielsweise konstatierte, man habe dadurch ein Jahr verloren. Lambrecht setzte jedoch eine von Kramp-Karrenbauer und Zorn angestoßene Änderung der militärischen Führungsstruktur um: Im Juni 2022 kündigte sie an, die Bundeswehr würde zum 1. Oktober ein zentral in Berlin angesiedeltes Führungskommando, schaffen. Erster Befehlshaber werde General Carsten Breuer, der zuletzt den Corona-Krisenstab leitete.

#### Kontroversen um Nico Lange
Ihr Berater Nico Lange – der unter ihr als CDU-Bundesvorsitzende stellvertretender Bundesgeschäftsführer der CDU wurde und unter ihr als Verteidigungsministerin die Leitung des Leitungsstabs im Verteidigungsministerium übernahm – brachte laut einem im April 2021 veröffentlichten Bericht von Der Spiegel die CDU-Parteizentrale, das Bundeskanzleramt, das Auswärtige Amt, die Junge Union, mehrere Unions-Ministerpräsidenten und das Verteidigungsministerium bei unterschiedlichen Anlässen gegen sich auf. Wenige Wochen vor der Bundestagswahl 2021 entfristete sie Langes Arbeitsvertrag im Verteidigungsministerium.

### Digitalpolitik

#### Infrastruktur und Netzausbau
Kramp-Karrenbauer betonte im März 2018, dass für neue Dienste und Geschäftsmodelle ein flächendeckender Glasfasernetzausbau in Deutschland notwendig sei. Sie forderte im Herbst 2018 zudem einen deutschlandweiten Ausbau der 5G-Technologie und stellte dabei die Bedeutung einer Netzanbindung für den ländlichen Raum in den Vordergrund. Mit der Zielsetzung, „5G an jeder Milchkanne“ bereitzustellen, widersprach sie Bildungsministerin Anja Karliczek, die zuvor mit dieser Wortwahl keinen flächendeckenden Ausbau für erforderlich gehalten hatte.

#### Urheberrecht im digitalen Binnenmarkt
Im April 2019 forderte Kramp-Karrenbauer, die mit den Stimmen der CDU beschlossene Urheberrechtsreform der Europäischen Union müsse in Deutschland schnell mit einer Lösung ohne Upload-Filter umgesetzt werden, um technische Zensurmöglichkeiten zu verhindern. Allerdings lässt sich die Richtlinie laut Ansicht von zahlreichen IT-Juristen nur mit Upload-Filtern umsetzen.

#### Umstrittene Äußerung zur angeblichen „Meinungsmache“ im Internet während der Europawahl 2019
Kramp-Karrenbauer bezeichnete nach der Europawahl 2019 einen gemeinsamen Aufruf zahlreicher deutscher YouTuber als „klare Meinungsmache vor der Wahl“ und verglich ihn damit, als würden 70 Zeitungsredaktionen dazu aufrufen, nicht die CDU zu wählen. Sie schloss daraus: „Was sind eigentlich Regeln aus dem analogen Bereich und welche Regeln gelten auch für den digitalen Bereich? Ja oder nein?“ Zuvor hatte der Youtuber Rezo ein Video veröffentlicht, in dem er die Politik insbesondere der Unionsparteien kritisierte. Wenige Tage später riefen rund 90 Youtuber in einem gemeinsamen Statement dazu auf, etwas gegen den Klimawandel zu tun und daher nicht die CDU/CSU, SPD oder AfD zu wählen. Kramp-Karrenbauer forderte, mit „Meinungsmache“ im Internet anders umzugehen. Die Aussagen Kramp-Karrenbauers sorgten für Irritationen und scharfe Kritik. In sozialen Netzwerken wurden ihre Worte dahin interpretiert, sie habe die Regulierung von Meinungsäußerungen im Internet vor Wahlen angeregt. Cicero-Chefredakteur Christoph Schwennicke bezeichnete dies als „wirre Gedanken einer Wahlverliererin“ und „der Vorsitzenden einer demokratischen Partei unwürdig“. Stefan Kuzmany sprach im Spiegel von einer „Selbstentblößung“ und „erschreckendem Unsinn“. Die SPD-Abgeordneten Tiemo Wölken und Karl Lauterbach verwiesen in dem Zusammenhang auch auf die Zensurbefürchtungen in der Debatte um die EU-Urheberrechtsreform. Der Deutsche Journalisten-Verband (DJV) warf AKK vor, sie stelle mit ihren Forderungen das Recht auf Meinungsfreiheit infrage. Ihr mangele es laut dem DJV-Vorsitzenden Frank Überall an Toleranz. Laut dem Staatsrechtler Joachim Wieland seien die Überlegungen von Kramp-Karrenbauer „verfassungsrechtlich bedenklich“. Was sie „als Meinungsmache bezeichnet, ist Ausdruck der verfassungsrechtlich gesicherten Meinungs- und Pressefreiheit“, so Wieland.
In ihrer Reaktion auf die Kritik erklärte Kramp-Karrenbauer, es sei „absurd“, ihr „zu unterstellen, Meinungsäußerungen regulieren zu wollen“. Sie bezeichnete die Meinungsfreiheit als „hohes Gut in der Demokratie“ und fügte hinzu, bei Aufrufen zum Nichtwählen oder der Zerstörung von Parteien durch Journalisten oder Youtuber gehe es um eine „Frage der politischen Kultur“. Über „Regeln, die im Wahlkampf gelten“, müsse man daher sprechen. Bundeskanzlerin Angela Merkel verteidigte Kramp-Karrenbauer und wies die Vorwürfe zurück, die Bundesvorsitzende ihrer Partei wolle die Meinungsfreiheit einschränken.
Nach der Ermordung des CDU-Politikers Walter Lübcke kritisierte Kramp-Karrenbauer die Anonymität im Internet. Sie forderte eine Debatte darüber, „ob wir nicht eine strengere Netiquette brauchen“.

## Ehrungen und Auszeichnungen
Kramp-Karrenbauer erhielt bislang die folgenden Auszeichnungen:
- 2008: Ehrenzeichen des Technischen Hilfswerks in Silber
- 2014: Commandeur de l’Ordre des Palmes Académiques (Komtur des «Palmes académiques»-Ordens)
- 2014: Lachender Amtsschimmel des DBB Beamtenbund und Tarifunion
- 2015: Orden wider den tierischen Ernst[160]
- 2015: Elsie-Kühn-Leitz-Preis der Vereinigung Deutsch-Französischer Gesellschaften für Europa[161]
- 2016: Officier de l’Ordre national de la Légion d’honneur (Offizier des nationalen Ordens der französischen Ehrenlegion)
- 2017: SignsAward im Bereich Politikerin des Jahres[162]
- 2018: Ehrenpreis der Mainzer Ranzengarde, den „Ranzengardist“[163]
- 2018: Negativpreis „Miss Homophobia“[164]
- 2023: Großes Verdienstkreuz mit Stern und Schulterband[165]